# Villa Hammerschmidt

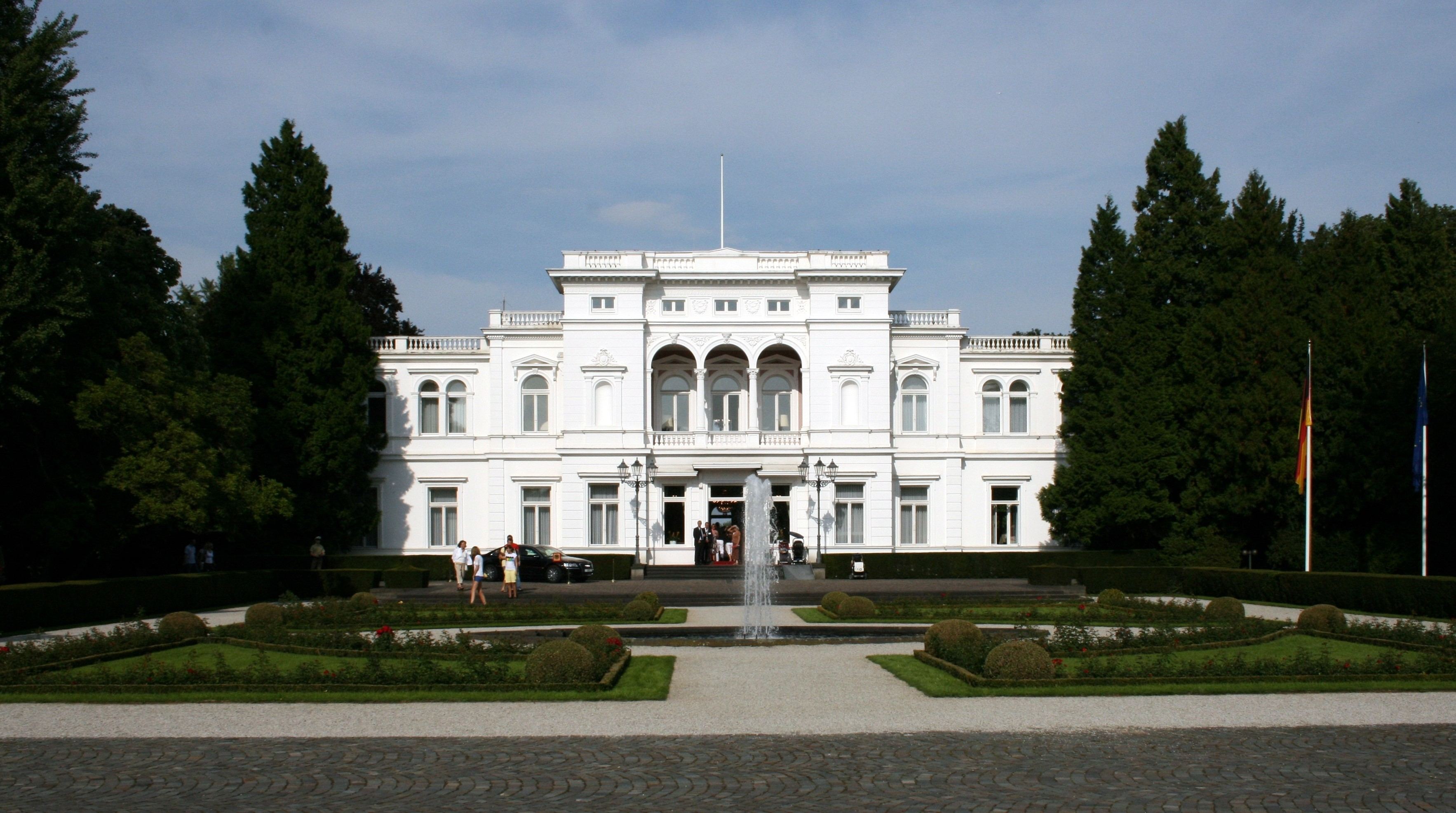
Villa Hammerschmidt (2008)

De Villa Hammerschmidt in Bonn is de tweede officiële ambtswoning van de Duitse bondspresident, de eerste ambtswoning is te Berlijn Slot Bellevue. Het zogenoemde 'Witte Huis aan de Rijn' heeft een traditierijke geschiedenis.

## Voorgeschiedenis
In 1860 gaf de industrieel Albrecht Troost architect August Dieckhoff de opdracht in de toenmalige buitenwijken van de stad Bonn, aan de Rijnoever, een villa te bouwen.
In die tijd stond Bonn, wegens zijn milde klimaat, bekend als het 'Rijnse Riviera'. De stad was populair bij bemiddelde industriëlen, die er vaak hun residentie optrokken, en kreeg ook weleens de toenaam 'stad der miljonairs'.
In 1868 werd de villa verkocht aan Leopold Koenig. Koenig stond bekend als 'de suikerkoning' en had zijn rijkdom in Sint-Petersburg met suikerhandel en -industrie vergaard. Hij had belangrijke bezittingen in Rusland en in Oekraïne. Koenig liet de villa door de architect Otto Penner grondig ombouwen. Sindsdien zijn er aan de villa geen grote wijzigingen meer aangebracht.
Tot 1899 woonde Leopold Koenig hier met zijn vrouw en kinderen, waaronder de later bekende zoöloog Alexander Koenig. In 1899 werd de villa verkocht aan de groothandelaar Rudolf Hammerschmidt, die er op 6 april 1901 zijn intrek nam. De familie Hammerschmidt verbleef er tot 1928. Ook daarna bleef het gebouw als de 'Villa Hammerschmidt' bekend.
In 1929 werd het gebouw opgedeeld in verschillende woningen en verhuurd. Tijdens de Tweede Wereldoorlog bleef de villa beschadigingen gespaard, maar zij werd van 1945 tot 1949 door de Britse bezettingsmacht opgeëist en kreeg een administratieve functie.

## Presidentieel paleis

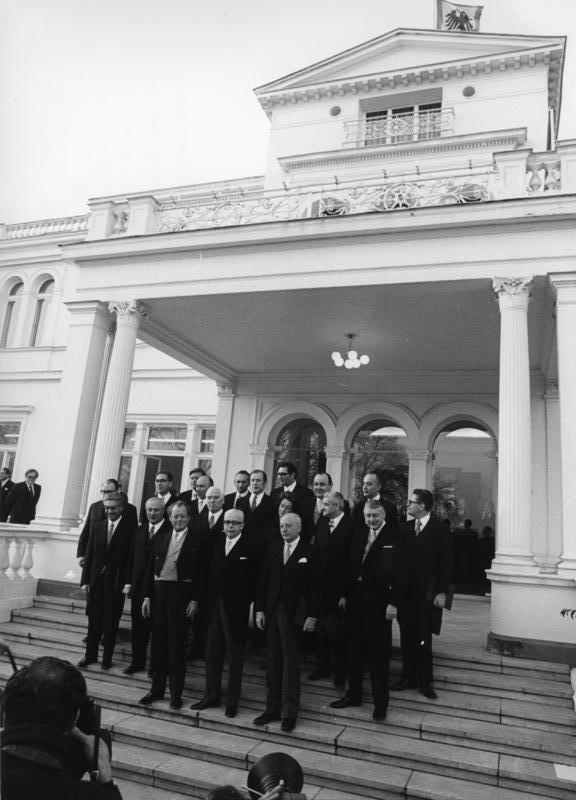
President Heinemann presenteert het kabinet-Brandt II (1972)

Op 5 april 1950 kocht de pas opgerichte Bondsrepubliek Duitsland het gebouw en park van de erfgenamen van Rudolf Hammerschmidt voor de som van 750.000 mark (ongeveer 375.000 euro). Het gebouw werd gerestaureerd en omgevormd tot ambtswoning en residentie voor het staatshoofd. Het interieur werd representatief ingericht; men vindt er waardevolle meubelen, tapijten en kunstwerken uit musea en kastelen uit de hele republiek, die door de verschillende deelstaten in bruikleen worden gegeven.
De eerste president van de Bondsrepubliek, Theodor Heuss, nam op 15 december 1950 zijn intrek in de villa.
Op de benedenverdieping van de villa zijn de openbare ruimten te vinden: het presidentieel secretariaat, vergaderzalen alsmede kamers die voor officiële plechtigheden en ontvangsten worden gebruikt (ontvangst- en balzaal, eetzaal). Op de eerste verdieping bevinden zich de privékamers van de bondspresident en zijn gezin.
In 1994 verplaatste bondspresident Richard von Weizsäcker, in het kader van de verplaatsing van de regering naar de 'nieuwe' hoofdstad van het herenigde Duitsland, de eerste ambtswoning van Bonn naar het Berlijnse Slot Bellevue. Villa Hammerschmidt bleef vanaf toen de tweede ambtswoning.

## De villa in jaartallen
- 1860: gebouwd door Albrecht Troost
- 1868: aangekocht door Leopold Koenig
- 1899: aangekocht door Kommerzienrat Rudolf Hammerschmidt
- 1928: opgedeeld in woningen en verhuurd
- 1945: opgeëist door de Britse bezettingsmacht, in gebruik als administratiecentrum
- 1950: aangekocht door de Bondsrepubliek en in gebruik genomen als ambtswoning van de bondspresident
- 1994: in gebruik als tweede ambtswoning voor de bondspresident